# Prelude to Ecstasy
Prelude to Ecstasy è il primo album in studio del gruppo musicale britannico The Last Dinner Party, pubblicato il 2 febbraio 2024 via Island Records.

## Antefatti
Dopo aver iniziato la propria attività con performance dal vivo, le The Last Dinner Party hanno firmato un contratto discografico con Island Records e iniziato a pubblicare singoli dall'aprile 2023, sortendo immediatamente il plauso della critica. Dopo la vittoria di premi prestigiosi come il BBC Sound of 2024 e il BRIT Awards al miglior astro nascente, nel febbraio 2024 pubblicano il loro album d'esordio.

## Accoglienza
L'album ha ricevuto recensioni positive da parte di testate come Rolling Stone, The Irish Times, NME, Financial Times.

## Tracce
1. Prelude to Ecstasy – 1:36
2. Burn Alive – 3:21
3. Caesar on a TV Screen – 2:39
4. The Feminine Urge – 3:26
5. On Your Side – 4:27
6. Beautiful Boy – 3:47
7. Gjuha – 1:29
8. Sinner – 2:56
9. My Lady of Mercy – 2:55
10. Portrait of a Dead Girl – 4:57
11. Nothing Matters – 3:01
12. Mirror – 5:24